# Narasimhania alismatis
Narasimhania alismatis är en svampart som beskrevs av Pavgi & Thirum. 1952. Narasimhania alismatis ingår i släktet Narasimhania och familjen Doassansiaceae.   Inga underarter finns listade i Catalogue of Life.